# Řehlovice (stacja kolejowa)
Řehlovice – stacja kolejowa w Řehlovicach, w kraju usteckim, w Czechach. Znajduje się na wysokości 160 m n.p.m.
Jest zarządzanq przez Správę železnic. Na stacji nie ma możliwości zakupu biletów, a obsługa podróżnych odbywa się w pociągu.

## Linie kolejowe
- 131 Ústí nad Labem – Úpořiny – Bílina